# Mestergris
En "mestergris" er en underhåndsaftale mellem de tilbudsgivende håndværkere, som deltager i en licitation, om hvem der skal have opgaven og til hvilken pris. En "mestergris" er en ulovlig konkurrencebegrænsende aftale, der ødelægger hensigten med licitationen.